# Hard Club

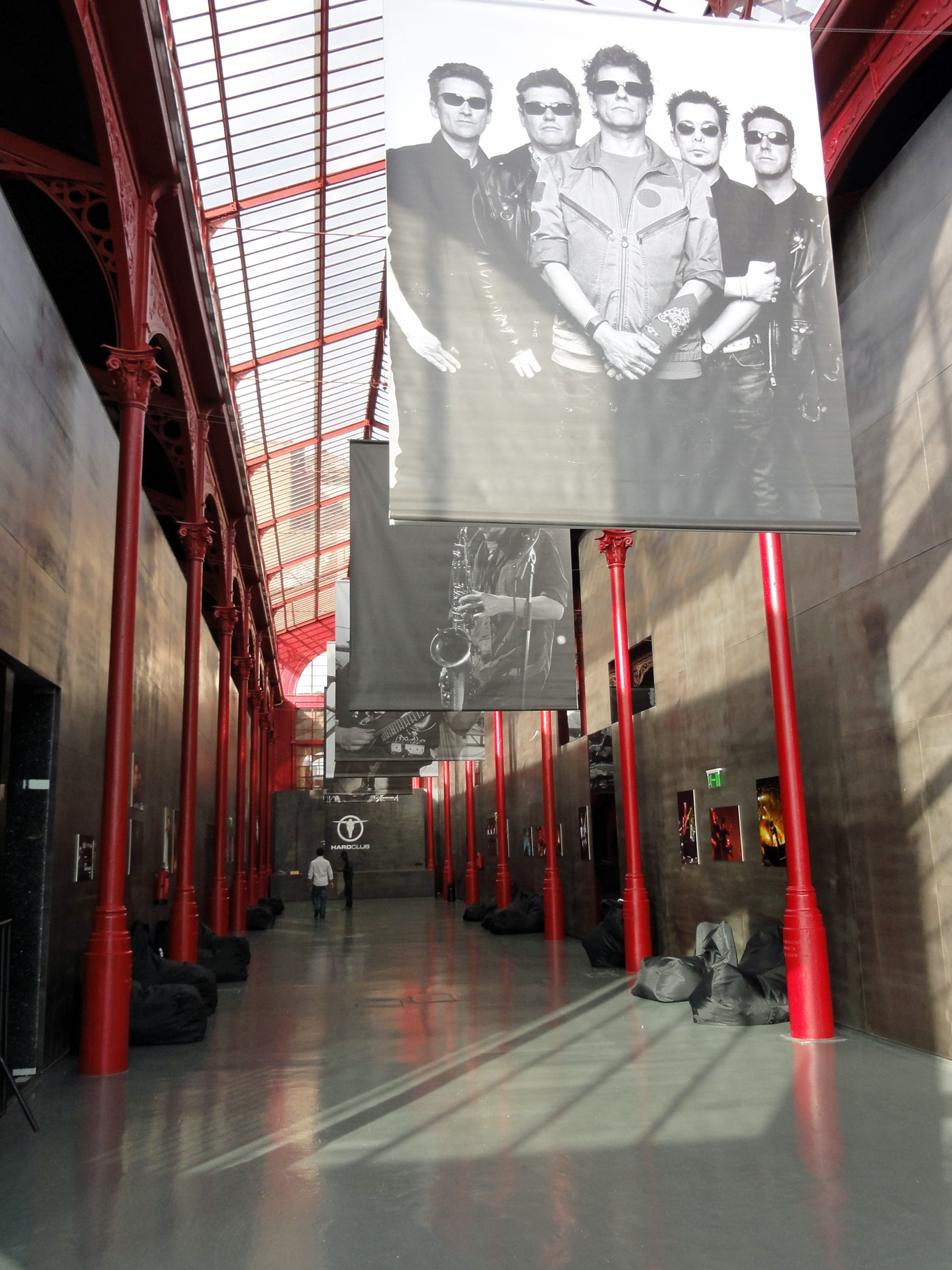
Hard Club em 2011, no Mercado Ferreira Borges.

 Hard Club - Centro de Animação Cultural, é um centro cultural de Portugal, inaugurado a 18 de Dezembro de 1997, no Porto. Durante nove anos fez história com uma sala de concertos, recebendo entre 1997 e 2006 mais de 500 mil espectadores em 1300 espectáculos, num total de mais de 5 mil artistas vindos de 34 países. A sala encerrou em 2006.
Em 2008, concorreu à exploração do simbólico Mercado Ferreira Borges, na zona histórica do Porto, tendo obtido a licença de exploração por 17 anos. O projecto de reconversão do edifício e instalação da sua actividade cultural premiado em 2009 com o Prémio Nacional de Indústrias Criativas, sendo que após vários adiamentos para a abertura do espaço, devido a estudos de isolamento sonoro, foi apontado o verão de 2010 para a abertura, que aconteceu em Setembro.
O novo local tem espaço de estúdio e de sala de ensaios, um auditório com capacidade para 150 pessoas sentadas ou 300 de pé, para além de espaços de cafetaria e restauração assim como venda de livros e discos, no entanto, os espectáculos musicais continuam a ser a imagem de marca do Hard Club.

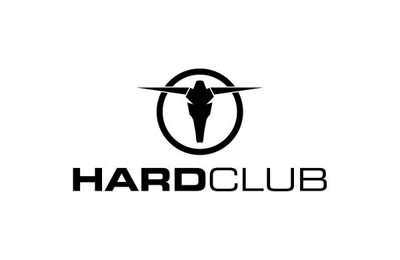

Kalú é detentor de 10% do capital do Hard Club, Pedro Pinheiro Lopes tem 45%, José Pedro Pereira e Vítor Hugo Ramos da Costa detêm 22,5% cada um.
Hard Club acumulou prejuízos em anos sucessivos.
A Caixa Geral de Depósitos é o maior credor com dívidas de 2,8 milhões de euros. De resto, 83% das dívidas do espaço são a entidades estatais, nomeadamente à Turismo de Portugal (1,56 milhões de euros), à Segurança Social (13,3 mil euros) e ao Fisco (1.575 euros).
A Câmara do Porto também exige o pagamento de 59,6 mil euros no âmbito da cedência do direito de superfície do Mercado Ferreira Borges que é propriedade da autarquia.